# 李嘉 (政治人物)
李嘉（1964年9月—），男，湖南湘阴人，中华人民共和国政治人物。中山大学电子系电子学专业毕业，中山大学世界经济专业在职研究生班毕业，中山大学中国哲学专业博士学位。

## 生平
1983年9月进入中山大学电子系电子学专业学习。1985年5月加入中国共产党。1987年7月毕业后参加工作，留校任团委干事。1991年9月至1994年12月，任中山大学团委副书记（1993年3月正科，1994年5月副处）。
1994年12月至1996年1月，任共青团广东省委宣传部副部长。1996年1月至1996年11月，任共青团广东省委宣传部部长。1996年11月至1998年12月，任共青团广东省委常委、宣传部部长。1998年12月至2001年7月，任共青团广东省委副书记、党组成员。2001年7月至2003年5月，任共青团广东省委副书记、党组副书记。
2003年5月至2005年12月，任中共梅州市委副书记、组织部部长。2005年12月至2006年1月，任中共梅州市委副书记、组织部部长，副市长。2006年1月至2007年1月，任中共梅州市委副书记、副市长。2007年1月至2010年7月，任中共梅州市委副书记、市长。2010年7月至2011年1月，任中共梅州市委书记、市人大常委会主任候选人。2011年1月至2012年2月，任中共梅州市委书记、市人大常委会主任。
2012年2月至2012年5月，任中共珠海市委书记、市人大常委会主任候选人，珠海警备区党委第一书记。2012年5月至2012年11月，任中共广东省委常委，中共珠海市委书记、市人大常委会主任候选人，珠海警备区党委第一书记。2012年11月至2016年3月，任中共广东省委常委，中共珠海市委书记，珠海警备区党委第一书记。

### 落马
2016年3月23日晚上十点整，中纪委监察部网站宣布李嘉涉嫌严重违纪，目前正接受组织调查。据媒体报道，调查主要指向其在梅州任上的行为。李嘉与原广州市委书记万庆良、原广东省委组织部副部长林存德、原梅州市委书记朱泽君均有交集，后三者均已落马。2017年3月8日，中纪委监察部网站发布消息，李嘉严重违反政治纪律、组织纪律、廉洁纪律、工作纪律，违反中央八项规定精神，并涉嫌犯罪，给予开除党籍、开除公职处分，涉嫌犯罪问题移送司法机关依法处理。
2018年1月12日，福建省漳州市中级人民法院一审公开宣判，以受贿罪判处李嘉有期徒刑十三年，并处罚金人民币二百万元；对李嘉受贿所得财物及其孳息予以追缴，上缴国库。经审理查明：2001年至2016年，被告人李嘉利用职务之便，收受贿赂，为他人提供方便，涉案金额共计折合人民币2058.846303万元。